# Площадь Испании (Барселона)
Площадь Испании в Барселоне (исп. Plaza de España, кат. Plaça d’Espanya) — одна из основных площадей столицы Каталонии, достопримечательность города. Расположена у подножия горы Монтжуик.

## Описание
Площадь была построена к Всемирной выставке в Барселоне в 1929 году по проекту Жозепа Пуч-и-Кадафалка и Гиллема Бускетса, а закончена Антони Дардером.
Имея площадь 34 000 м2, площадь занимает второе место в Испании после площади Испании в Мадриде и перед площадью Каталонии в Барселоне.
В центре круглой площади находится огромный и высокий монумент-фонтан с многочисленными скульптурами. У площади расположена реконструированная в торгово-рекреационный комплекс Арена Барселоны, гостиница «Каталония Барселона плаза», Дворец коммуникаций и транспорта, главный павильон выставочно-ярмарочного комплекса «Фира Барселона». От площади к огромному и знаменитому вечерним свето-музыкальным шоу Волшебному фонтану и величественному Национальному дворцу с Национальным музеем искусств Каталонии на горе Монтжуик идёт широкая эспланада — авенида Королевы Марии-Кристины, в начале которой стоят две симметричные 47-метровые Венецианские башни и затем другие павильоны комплекса «Фира Барселона».
Площадь является важным транспортным узлом города; посредством туннеля её пересекает улица Гран-Виа; в площадь упираются улица Креу Коберта, проспект Параллель, проспект Королевы Марии Кристины и Таррагонская улица. Под площадью расположены станции метро «Эспанья» линий L1, L3 и L8, а также станции городских электричек.